# 立陶宛環境部
立陶宛共和國環境部是立陶宛政府的一個部門，負責執行環境保護、保育自然資源、建築及住房、國土規劃相關政務，這些政務都受《立陶宛憲法》、總統與總理公布的法令、國會通過的法律授權、施行。現任立陶宛環境部長為西蒙納斯·根特維拉斯。
立陶宛環境部的任務如下：
- 推動可持續發展原則。
- 為合理利用、保護及恢復自然資源，制定前提要件。
- 向大眾提供環境狀態及預測情形的資訊。
- 輔導建築業發展，為大眾提供住房，並制定前提要件。
- 維護環境品質，並監督其是否符合歐洲聯盟的規範與標準。

立陶宛的環境保護部門在立陶宛於1990年自蘇聯獨立後，由立陶宛最高議會監督成立，負責監督環境保護政務、開發自然資源。1996年，該部門重組為環境保護部。1998年，該部與住房及都市發展部合併，並更名為環境部。自此開始監督、執行建築、住房、國土規劃相關政務。目前，立陶宛環境部有許多單位、下屬機構，負責處理保護區、環境保護、地質調查、林業、計量學、氣象服務及海洋研究等政務。塔達斯·伊瓦納斯卡斯動物學博物館也是其下屬機構。

## 歷任部長
立陶宛民主勞工黨
  立陶宛農民與綠人聯盟
  祖國聯盟－立陶宛基督教民主黨
  自由運動
  自由聯盟
  新聯盟
  秩序與正義
  立陶宛社會民主黨
  無黨籍
| 環境保護部長 | 環境保護部長                       | 環境保護部長         | 環境保護部長                        | 環境保護部長   | 環境保護部長   | 環境保護部長 |
| 次序         | 姓名                               | 政黨                 | 內閣                                | 任期           | 任期           | 任期         |
| 次序         | 姓名                               | 政黨                 | 內閣                                | 上任日期       | 卸任日期       | 任期天數     |
| ------------ | ---------------------------------- | -------------------- | ----------------------------------- | -------------- | -------------- | ------------ |
| 1            | 布羅尼烏斯·布拉多斯卡斯 （1944年） | 立陶宛民主勞工黨     | 阿道法斯·什萊扎維丘斯內閣           | 1993年3月31日  | 1996年3月19日  | 1084天       |
| 2            | 布羅尼烏斯·布拉多斯卡斯 （1944年） | 立陶宛民主勞工黨     | 勞里納斯·斯坦科維丘斯內閣           | 1996年3月19日  | 1996年12月10日 | 266天        |
| 環境部長     |                                    |                      |                                     |                |                |              |
| 次序         | 姓名                               | 政黨                 | 內閣                                | 任期           | 任期           | 任期         |
| 次序         | 姓名                               | 政黨                 | 內閣                                | 上任日期       | 卸任日期       | 任期天數     |
| 3            | 伊曼塔斯·拉茲迪尼斯 （1944年）     | 無黨籍               | 第二次格季米納斯·瓦格諾柳斯內閣     | 1996年12月10日 | 1998年3月25日  | 470天        |
| 4            | 阿爾吉斯·恰普利卡斯 （1962年）     | 無黨籍               | 第二次格季米納斯·瓦格諾柳斯內閣     | 1998年3月25日  | 1999年3月5日   | 345天        |
| 5            | 達尼烏斯·利吉斯 （1948年）         | 祖國聯盟             | 第二次格季米納斯·瓦格諾柳斯內閣     | 1999年4月8日   | 1999年6月10日  | 63天         |
| 6            | 達尼烏斯·利吉斯 （1948年）         | 祖國聯盟             | 第一次羅蘭達斯·帕克薩斯內閣         | 1999年6月10日  | 1999年11月11日 | 154天        |
| 7            | 達尼烏斯·利吉斯 （1948年）         | 自由聯盟             | 第一次安德留斯·庫比柳斯內閣         | 1999年11月11日 | 2000年11月9日  | 364天        |
| 8            | 亨利卡斯·茹卡烏斯卡斯 （1951年）   | 祖國聯盟             | 第二次羅蘭達斯·帕克薩斯內閣         | 2000年11月9日  | 2001年7月12日  | 245天        |
| 9            | 阿魯納斯·昆德羅塔斯 （1963年）     | 立陶宛社會民主黨     | 第一次阿爾吉爾達斯·布拉藻斯卡斯內閣 | 2001年7月12日  | 2004年12月14日 | 1251天       |
| 10           | 阿魯納斯·昆德羅塔斯 （1963年）     | 立陶宛社會民主黨     | 第二次阿爾吉爾達斯·布拉藻斯卡斯內閣 | 2004年12月14日 | 2006年7月18日  | 581天        |
| 11           | 阿魯納斯·昆德羅塔斯 （1963年）     | 立陶宛社會民主黨     | 格迪米納斯·基爾基拉斯內閣           | 2006年7月18日  | 2008年1月31日  | 562天        |
| 12           | 阿爾圖拉斯·保勞斯卡斯 （1963年）   | 新聯盟               | 格迪米納斯·基爾基拉斯內閣           | 2008年1月31日  | 2008年12月9日  | 313天        |
| 13           | 蓋迪米納斯·卡茲勞斯卡斯 （1959年） | 無黨籍               | 第二次安德留斯·庫比柳斯內閣         | 2008年12月9日  | 2012年12月13日 | 1465天       |
| 14           | 瓦倫蒂納斯·馬祖羅尼斯 （1953年）   | 秩序與正義           | 阿爾吉爾達斯·布特凱維丘斯內閣       | 2012年12月13日 | 2014年6月15日  | 549天        |
| 15           | 凱斯圖蒂斯·特雷希奧卡斯 （1957年） | 秩序與正義           | 阿爾吉爾達斯·布特凱維丘斯內閣       | 2014年7月17日  | 2016年12月13日 | 880天        |
| 16           | 凱斯圖蒂斯·納維茨卡斯 （1970年）   | 無黨籍               | 薩烏留斯·思科威爾內里內閣           | 2016年12月13日 | 2018年12月7日  | 724天        |
| 17           | 凱斯圖蒂斯·馬才卡 （1982年）       | 立陶宛農民與綠人聯盟 | 薩烏留斯·思科威爾內里內閣           | 2019年4月4日   | 2020年12月11日 | 617天        |
| 18           | 西蒙納斯·根特維拉斯 （1984年）     | 自由聯盟             | 因格麗達·希莫尼特內閣               | 2020年12月11日 | 現任           | 1562天       |

## 外部連結
- 官方网站 （立陶宛文）（英文）